# 辛劳
辛劳（1911年—1941年），原名陈晶秋，呼伦县人，中国近代诗人，为东北作家群作者之一。代表作有长诗《捧血者》。

## 生平
1931年，九·一八事变后，辛劳同一些东北文学青年流亡上海，并于1932年5月加入左翼作家联盟，同年8月在闸北参加左联组织示威活动而被捕，同月16日被释放。此后，辛劳转移前往左翼作家联盟法南区，和叶紫等人一起活动，并与演员刘莉影有过 一段同居生活。
1934年至1935年间，辛劳化名陈中敏，在上海沪西劳渤生路私立江苏中学任教。1935年4月，辛劳首次用“辛劳”作笔名在《太白》半月刊上发表处女作《索伦人》。八一三事变之后，辛劳前往位于震旦大学操场上的国际第一难民收容所从事难民教育工作，进行扫盲和革命教育。在此期间，辛劳还帮助平津流亡同学会创办刊物。
1937年，芦沟桥事变后，辛劳接连在郭沫若、夏衍办的《救亡日报》上发表了《难民的儿歌》、《夜袭》、《战斗颂》、《火中一士兵》等诗作，为抗日救亡做宣传。
1938年春节前后，辛劳在《华美晨报·诗歌周报》中发表了《别上海》，之后前往皖南新四军军部。下半年，辛劳从上海来带领收容所的一批青年难民前往皖南新四军军部，在战地服务团工作。后调入徐平羽（白丁）主持的文艺创作室，与聂绀弩以及从民运队抽来的文学青年林琳（林果）、罗涵之（菡子）等一同工作，组成四人编委会，同时还辅导青年作者林果、菡子。四人一起创作并演出了反映西安事变的独幕剧《圣诞节之夜》，并作为礼物礼物送给正在新四军驻地视察的周恩来副主席。不久，辛劳患上肺病，病中与彭燕郊、王元化交往颇多。辛劳由于时常咯血，做的工作不多，以及闲暇时看《红楼梦》，遭到了许多嘲笑和批评。其女友因为辛劳没有展现出革命才能，又怀疑辛劳不忠实，对辛劳态度也发生了改变，并随后被调往他处，之后与辛劳断绝了音讯。之后辛劳前往皖南小河口后方医院住院，在病室内将长诗《捧血者》完成，并曾给彭燕郊、王元化、吴强（吴蔷）、聂绀弩等人看，朗诵过程中常常为他人赞叹所打断。住院时，辛劳曾委托王元化带信给其女友，但没有得到回音。
1939年夏秋之际，受项英“左倾”政策影响，辛劳被疑为托派，又因肺病，最终离开皖南，回到“孤岛”上海，此时辛劳已经加入中国共产党。之后不久，参加由地下党员锡金领导的诗歌团体“行列社”，以新四军时期的生活经验为题材创作了散文《野操》、长诗《棉军衣》、短诗《五月的黄昏》《土地》等作品在上海《文艺新潮》《奔流文艺丛刊》、永安《现代文艺》等刊物上发表。蒋天佐回忆上海“孤岛”时期革命文学时，将辛劳排入“文艺战线上走在最前线冲锋陷阵的”。不久后，辛劳回到新四军驻地，第二次进入后方医院，接着被疏散到金华、浙东一带。后由于蒋介石政权意图发动皖南事变，局势紧张，辛劳又回到上海，但不久又进入苏北根据地，住在盐城的苏北文化协会。
1941年，皖南事变后，陈毅为了重振军区文化工作，从上海调集一大批文化人前往新四军工作，辛劳即在其列。在陈毅等领导的关怀下，辛劳完成了大量反映抗战生活表现革命情怀的诗歌作品，散载于各报刊上，并于1941年5月30日担任新成立的苏北诗歌协会副理事长。期间由于时局动荡，辛劳曾短暂回到上海，并在1941年5月，由上海国文出版社出版散文集《炉炭集》和《古屋》，同年，与邹荻帆等人在上海诗歌出版社出版诗歌合集《收成》。将诗集《深冬集》编成，但未及付梓太平洋战争已经爆发，上海沦落，《深冬集》在辗转中遗失，此后辛劳没再回到上海。
在日军对苏北根据地的大扫荡中，辛劳因与韩德勤部相遇而被捕，关于省府狱中，作诗集《栅栏草》，因身体虚落，不久死于狱中。

## 著作
辛劳以诗闻名，也出版有散文集。

### 诗集
- 《收成》（1941年，上海诗歌出版社）
- 《捧血者》（1948年，上海星群出版社，遗作）

### 文集
- 《炉炭集》（1941年，上海国文出版社）
- 《古屋》（1941年，上海国文出版社）

## 相关

### 轶事
辛劳不善于掩饰自己性情，不懂人情世故或不愿意按照世俗行为行事，习惯用湿漉漉的眼神盯着人看，而不讲礼貌，不说客气话，常常使人不太舒服。
曾经在上海潮汛期间，在街道被积水淹没的情况下，因为气闷而用手中最后一点钱叫一辆三轮车涉水前来王元化家中叙谈，其中还谈到自己最近常常挨饿，并把饿的感觉一一记下，写了二三十条，同时还因为自己几天没有吃肉但是稿费已经用光而向王元化借钱吃大排。